# Emily Kame Kngwarreye
Emily Kame Kngwarreye, o Emily Kam Ngwarray, (Territorio del Norte, 1910 – Papunya, 3 de septiembre de 1996) fue una artista indígena australiana de la comunidad Utopía, situada en el Territorio del Norte. Es una de las artistas más importantes y exitosas de la historia del arte indígena australiano contemporáneo.

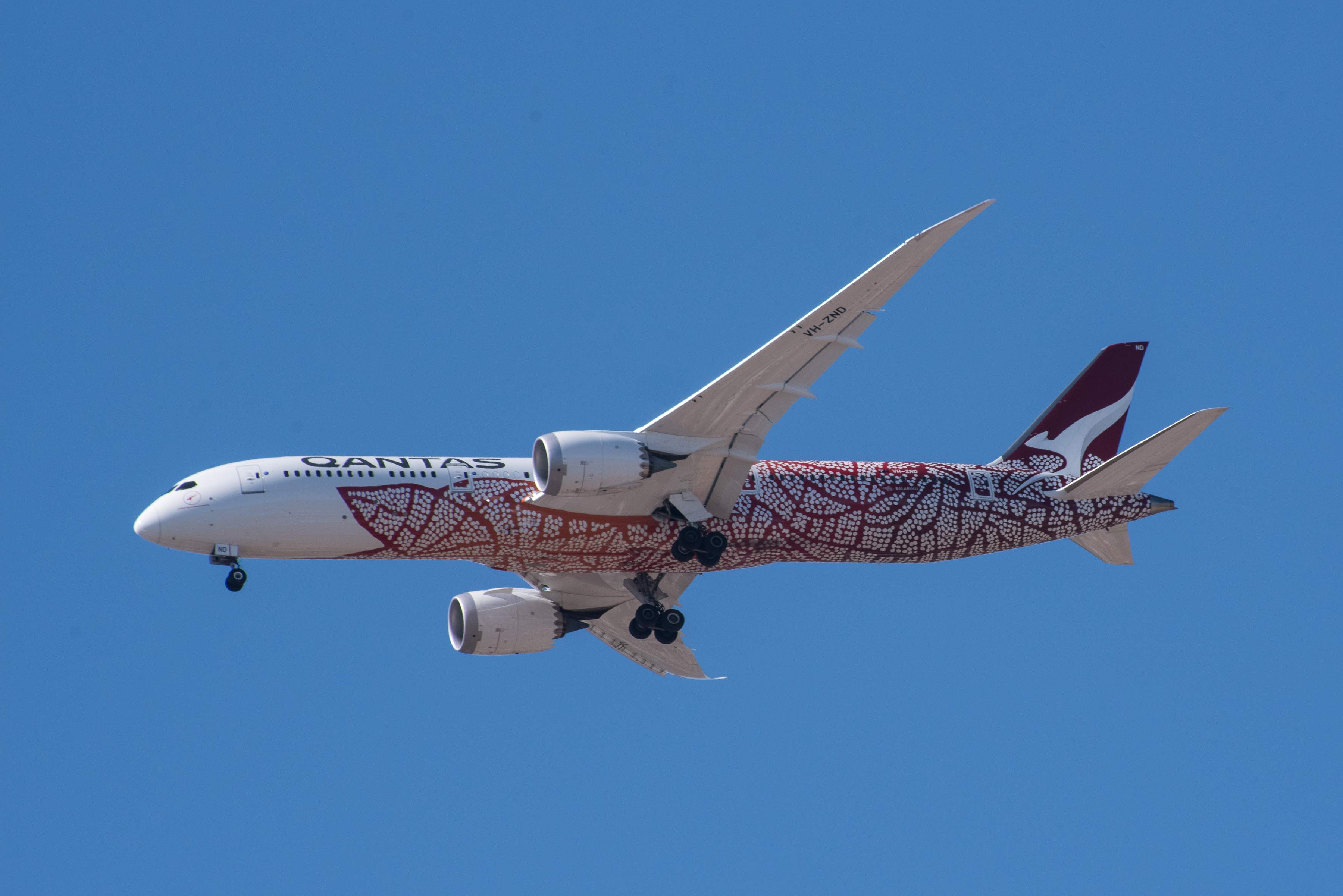
VH-ZND Boeing 787-9 Dreamliner: este avión de Qantas se llama Emily Kame Kngwarreye y está pintado con una librea especial basada en su obra Yam Dreaming

Nacida en 1910, Kngwarreye no se tomó en serio la pintura hasta que tuvo casi 80 años. Nació y vivió en el grupo lingüístico Anmatyerre, Alhalkere, en la comunidad de Utopía, que se encuentra a unos 250 km al noreste de Alice Springs. Kngwarreye tenía un hermano y una hermana, y no tuvo hijos. Los hijos de su hermano se llaman Gloria Pitjana Mills y Dolly Pitjana Mills. Su cuñada se llamaba Minnie Pwerle, madre de Barbara Weir, a quien Kngwarreye crio durante un tiempo. Kngwarreye murió en Alice Springs. 

## Arte inicial
La formación artística inicial de Kngwarreye fue como mujer indígena tradicional, preparando y utilizando diseños para ceremonias de mujeres. Su entrenamiento en técnicas occidentales comenzó, junto con el del resto de la comunidad Utopía, con batik. Sus primeras obras de tela batik fueron creadas en 1980. Más adelante cambió del batik a la pintura sobre lienzo: 
 Al principio hice batik y, luego, aprendí más y más hasta cambiar a la pintura para siempre... A continuación, fue el lienzo. Renuncié a la tela para evitar el proceso de ebullición para sacar la cera. Me volví un poco vaga. Lo dejé porque era demasiado trabajo. Finalmente, me cansé... No quería continuar con el trabajo duro que requería el batik: hervir la tela una y otra vez, encender fuego y usar el jabón en polvo sin parar. Por eso, dejé el batik y me cambié al lienzo: fue más fácil. Mi vista se deterioró a medida que envejecía, y por eso dejé el batik en seda. Era mejor para mí simplemente pintar. 
Las pinturas acrílicas fueron introducidas en Utopía en 1988/89 por Rodney Gooch y otros miembros de la Asociación de Medios Aborígenes de Australia Central (CAAMA). Se realizó una exposición de algunas pinturas de estos artistas, organizada por CAAMA, llamada "Un proyecto de verano", donde el trabajo de Kngwarreye recibió atención inmediata de los críticos. La atención que recibió coincidió con el auge del arte en todo el mundo. 
Mientras el estilo aborigen predominante se basaba en el desarrollado con ayuda del profesor de arte Geoffrey Bardon en la comunidad Papunya en 1971, que consistía en pintar muchos puntos de tamaño similar colocados cuidadosamente uno al lado del otro en patrones distintos, Kngwarreye creó su propio estilo artístico original. Este primer estilo, reflejado en sus pinturas entre 1989 y 1991, tenía numerosos puntos, a veces uno encima del otro, de diferentes tamaños y colores, como puede verse en Wild Potato Dreaming (1996). 
Inicialmente, Kngwarreye pintó para CAAMA y la familia Holt en Delmore Downs Station; en 1991, produjo muchas obras para la Aboriginal Gallery of Dreamings en Melbourne, así como para Fred Torres of Dacou, en Adelaide. 
Estas pinturas originales de diferentes estilos rápidamente obtuvieron precios altos en subasta,lo cual reportó unos ingresos para el grupo de pintores de Utopía de más de 1 millón de dólares en 1989/90. La primera exposición individual internacional de Kngwarreye fue realizada en Oude Kerk, Ámsterdam, en 1999 por la Aboriginal Gallery of Dreamings. En 2013, se abrió el Museo Emily, el primero con un solo artista aborigen, en Cheltenham, Victoria, Australia.

## Estilos
Kngwarreye pasó por numerosos estilos individuales en su corta carrera como pintora profesional. En 1992, comenzó a unir los puntos en líneas con franjas horizontales y verticales paralelas, que representaban ríos y el relieve terrestre, en diferentes colores. Comenzó a usar pinceles más grandes, y sus pinturas posteriores se basaron en puntos mucho más grandes que el trabajo fino y complejo que hizo al principio. 
En 1993, empezó a pintar manchas de colores junto con muchos puntos, que eran como anillos que estaban claramente en el centro, como se ve en Alaqura Profusión (1993). Lo hacía con una brocha de afeitar, y este estilo se denominaba "dump dump", con el que usaba colores muy brillantes. También se aprecia el mismo estilo de anillos de colores en My Mothers Country y Emu Country (1994).
En 1995, terminó lo que los críticos llamaron su "fase colorista" y empezó a pintar rayas lisas que cruzaban el lienzo. Las rayas originalmente gruesas a menudo representaban líneas de ñame, como en Yam Dreaming (1994) y Bush Yam (1995). Expresaba extraños patrones de crecimiento del ñame, una planta crítica para la supervivencia humana en el desierto, pero difícil de encontrar.
Más tarde, en 1995, sus pinturas comenzaron a parecerse de alguna manera a las pinturas expresionistas abstractas del estadounidense Jackson Pollock, con numerosas líneas más delgadas cruzando el lienzo. Su tema principal continuaron siendo los ñames, como en Yam Dreaming Awelye (1995) y también en las pinturas Yam Dreaming en blanco y negro. Varias semanas antes de su muerte, Kngwarreye pintó muchos lienzos durante un período de 3 días en 1996 usando un pincel muy grueso, como en Body Paint (1996). 
Kngwarreye representaba especialmente líneas de ñame en sus obras. La planta de ñame era una importante fuente de alimento para los aborígenes del desierto. Pintó muchas obras sobre este tema; a menudo, lo primero que hacía al principio de una pintura era poner líneas de ñame. Esta planta era especialmente significativa para ella: su segundo nombre, Kame, significa la flor amarilla del ñame que crece sobre el suelo. Describía sus pinturas con un significado basado en todos los aspectos de la vida de la comunidad, incluidas las plantas de ñame. 

## Éxito
El éxito y la demanda de pinturas de Kngwarreye le causaron muchos problemas dentro de la comunidad al tratar de mantener su identidad individual. El mito de la mujer de 80 años que nunca había estado fuera del desierto central y se había convertido en una gran pintora fue una de las razones de su popularidad. De hecho, estuvo en Perth, Adelaida, Sídney y Canberra, aunque solo después de hacerse famosa. Había mucha presión de la comunidad blanca para que pintara de cierta manera cuando creían que uno de sus estilos era más exitoso que otros. 

Ocho pinturas de Kngwarreye fueron vendidas juntas en la subasta de invierno de Sotheby de 2000 por 507.550 dólares. Awelye (1989) en concreto se vendió por 156.500 dólares. También en 2000, el trabajo de Kngwarreye figuró entre el de ocho grupos individuales y colaborativos de artistas indígenas australianos que se exhibió en el prestigioso Nicholas Hall, en el Museo Hermitage de Rusia. La exposición fue acogida positivamente por los críticos rusos, uno de los cuales escribióː 
 Esta es una exposición de arte contemporáneo, no en el sentido en que se ha hecho recientemente, sino en la mentalidad, la tecnología y la filosofía del arte radical de los últimos tiempos. Nadie, aparte de los aborígenes de Australia, ha logrado exhibir ese arte en el Hermitage. 
 El 23 de mayo de 2007 Tim Jennings de Mbantua Gallery & Cultural Museum compró su pintura Earth's Creation de 1994 por 1.056.000 dólares australianos en una subasta de Deutscher-Menzies en Sídney, estableciendo un nuevo récord para una obra de arte aborigen.

## Explotación
Con el éxito, llegó la atención no deseada. Muchos otros marchantes de arte con poca experiencia fueron a su comunidad para tratar de hacer negocio. Kngwarreye describió una vez a una amiga cómo había "escapado de cinco o seis coches de aspirantes a marchantes de arte en Utopía". 
Según Tim Klingender de Sotheby's, Kngwarreye fue "un ejemplo de artista aborigen perseguida sin descanso por oportunistas hacia el final de su carrera que produjo una obra grande pero inconsistente".

## Exposiciones
Kngwarreye ha tenido retrospectivas en el Museo Nacional de Australia, las Galerías Niagara y el Centro del Festival de Adelaida.

## Reconocimientos
- Australian Artist's Creative Fellowship, Consejo de Australia, 1992.[10]
- Incluida en el Cuadro de Honor Victoriano de Mujeres, 2001.[11]